# Дневники Гофмана
Немецкий писатель Эрнст Теодор Гофман вёл дневник в 1803—1804 и 1809—1815 годах. Эти записи сохранились не полностью, были впервые изданы в 1915 году. Они являются важным источником данных о биографии и творчестве Гофмана.

## Содержание
Первая запись в дневнике была сделана Гофманом 1 октября 1803 года в Плоцке. В марте 1804 года, получив предложение переехать в Варшаву, Гофман бросил дневник и вернулся к нему в январе 1809 года. Его записи немногословны, но содержат ценные данные о службе автора, о его музыкальной и литературной деятельности.

## Публикация и значение
После смерти писателя все бумаги были переданы вдовой его другу Юлиусу Гитцигу. Тот включил ряд записей в свою книгу «Из жизни и наследия Гофмана», изданную в Берлине в 1823 году, но при этом позволил себе редактирование текста, так как многие люди, упоминавшиеся в дневниках, были ещё живы. В дальнейшем бумаги переходили от одного наследника Хитцига к другому и не издавались. В начале XX века их собрал исследователь творчества Гофмана Ганс фон Мюллер. В 1915 году он выпустил полное издание сохранившихся дневников, но задуманный им обширный комментарий так и не был создан. В 1924 году Вальтер Гарих, основываясь на трудах Мюллера, издал дневники в составе 15-томного собрания сочинений Гофмана (14-й и 15-й тома).